# Boucles de la Mayenne de 2019
A 45.ª edição da competição ciclista Boucles de la Mayenne foi uma corrida de ciclismo de estrada por etapas que se celebrou entre 6 e 9 de junho de 2019 em França, com início e final na cidade de Laval sobre um percurso de 536,5 quilómetros.
A corrida fez parte do UCI Europe Tour de 2019 dentro da categoria UCI 2.1. O vencedor final foi o francês Thibault Ferasse da Natura4Ever-Roubaix Lille Métropole seguido do uruguaiano Mauricio Moreira da Caja Rural-Seguros RGA e o também francês Bryan Coquard da Vital Concept-B&B Hotels.

## Equipas participantes
Tomaram parte na corrida 20 equipas: 2 de categoria UCI World Tour de 2019 convidados pela organização; 11 de categoria Profissional Continental; e 7 de categoria Continental. Formando assim um pelotão de 117 ciclistas dos que acabaram 95. As equipas participantes foram:
| Equipes WorldTeam (2)- AG2R La Mondiale - Groupama-FDJ Equipes profissionais Continentais (11)- Arkéa-Samsic - Total Direct Énergie - Caja Rural-Seguros RGA - Cofidis, Solutions Crédits - Euskadi Basque Country-Murias - Androni Giocattoli-Sidermec - Burgos-BH - Gazprom-RusVelo - Vital Concept-B&B Hotels - Delko-Marseille Provence - Sport Vlaanderen-Baloise Equipes Continentais (7)- Development Team Sunweb - EvoPro Racing - Saint Michel-Auber 93 - Natura4Ever-Roubaix Lille Métropole - Pauwels sauzen-Vastgoedservice Continental Team - Swiss Racing Academy - IAM Excelsior |
| |

## Percorrido
A Boucles de la Mayenne dispôs de quatro etapas para um percurso total de 536,5 quilómetros, divido num prólogo, duas etapas planas, e uma etapa em media montanha.
| Etapa   | Data   | Percurso                           | type            | Distância (km) | Vencedor         | Líder geral      |
| ------- | ------ | ---------------------------------- | --------------- | -------------- | ---------------- | ---------------- |
| Prólogo | 6 jun. | Laval – Laval                      | prólogo         | 4,5            | Dorian Godon     | Dorian Godon     |
| 2       | 7 jun. | Saint-Berthevin – Changé           | etapa plana     | 183            | Mauricio Moreira | Julien Duval     |
| 3       | 8 jun. | La Croixille – Lassay-les-Châteaux | etapa escarpada | 179            | Jon Aberasturi   | Thibault Ferasse |
| 4       | 9 jun. | Cossé-le-Vivien – Laval            | etapa plana     | 170            | Bryan Coquard    | Thibault Ferasse |

## Desenvolvimento da corrida

### Prólogo
| Laval - Laval | prólogo | (4,5 km) |

| \| Classificação por etapas \| Classificação por etapas \| Classificação por etapas \| Classificação por etapas \| Classificação por etapas \| \| Ciclista \| Ciclista \| Equipe \| Tempo \| \| \| ------------------------ \| ------------------------ \| ----------------------------------- \| ------------------------ \| ------------------------ \| \| 1. \| Dorian Godon \| AG2R La Mondiale \| 5m47s \| \| \| 2. \| Bryan Coquard \| Vital Concept-B&B Hotels \| + 4s \| \| \| 3. \| Thibault Ferasse \| Natura4Ever-Roubaix Lille Métropole \| + 7s \| \| \| 4. \| Yoann Paillot \| Saint Michel-Auber 93 \| + 7s \| \| \| 5. \| Benoît Jarrier \| Arkéa-Samsic \| + 9s \| \| \| 6. \| Romain Seigle \| Groupama-FDJ \| + 11s \| \| \| 7. \| Marc Sarreau \| Groupama-FDJ \| + 11s \| \| \| 8. \| Julien Antomarchi \| Natura4Ever-Roubaix Lille Métropole \| + 12s \| \| \| 9. \| Leon Heinschke \| Development Team Sunweb \| + 12s \| \| \| 10. \| Romain Cardis \| Total Direct Énergie \| + 12s \| \| |                   |                                     |       |
| |                   |                                     |       |
| |                   |                                     |       |
| Classificação por etapas |                   |                                     |       |
| Ciclista | Ciclista          | Equipe                              | Tempo |
| 1. | Dorian Godon      | AG2R La Mondiale                    | 5m47s |
| 2. | Bryan Coquard     | Vital Concept-B&B Hotels            | + 4s  |
| 3. | Thibault Ferasse  | Natura4Ever-Roubaix Lille Métropole | + 7s  |
| 4. | Yoann Paillot     | Saint Michel-Auber 93               | + 7s  |
| 5. | Benoît Jarrier    | Arkéa-Samsic                        | + 9s  |
| 6. | Romain Seigle     | Groupama-FDJ                        | + 11s |
| 7. | Marc Sarreau      | Groupama-FDJ                        | + 11s |
| 8. | Julien Antomarchi | Natura4Ever-Roubaix Lille Métropole | + 12s |
| 9. | Leon Heinschke    | Development Team Sunweb             | + 12s |
| 10. | Romain Cardis     | Total Direct Énergie                | + 12s |

| \| Classificação geral \| Classificação geral \| Classificação geral \| Classificação geral \| Classificação geral \| \| Ciclista \| Ciclista \| Equipe \| Tempo \| \| \| ------------------- \| ------------------- \| ----------------------------------- \| ------------------- \| ------------------- \| \| 1. \| Dorian Godon \| AG2R La Mondiale \| 5m47s \| \| \| 2. \| Bryan Coquard \| Vital Concept-B&B Hotels \| + 4s \| \| \| 3. \| Thibault Ferasse \| Natura4Ever-Roubaix Lille Métropole \| + 7s \| \| \| 4. \| Yoann Paillot \| Saint Michel-Auber 93 \| + 7s \| \| \| 5. \| Benoît Jarrier \| Arkéa-Samsic \| + 9s \| \| \| 6. \| Romain Seigle \| Groupama-FDJ \| + 11s \| \| \| 7. \| Marc Sarreau \| Groupama-FDJ \| + 11s \| \| \| 8. \| Julien Antomarchi \| Natura4Ever-Roubaix Lille Métropole \| + 12s \| \| \| 9. \| Leon Heinschke \| Development Team Sunweb \| + 12s \| \| \| 10. \| Romain Cardis \| Total Direct Énergie \| + 12s \| \| |                   |                                     |       |
| |                   |                                     |       |
| |                   |                                     |       |
| Classificação geral |                   |                                     |       |
| Ciclista | Ciclista          | Equipe                              | Tempo |
| 1. | Dorian Godon      | AG2R La Mondiale                    | 5m47s |
| 2. | Bryan Coquard     | Vital Concept-B&B Hotels            | + 4s  |
| 3. | Thibault Ferasse  | Natura4Ever-Roubaix Lille Métropole | + 7s  |
| 4. | Yoann Paillot     | Saint Michel-Auber 93               | + 7s  |
| 5. | Benoît Jarrier    | Arkéa-Samsic                        | + 9s  |
| 6. | Romain Seigle     | Groupama-FDJ                        | + 11s |
| 7. | Marc Sarreau      | Groupama-FDJ                        | + 11s |
| 8. | Julien Antomarchi | Natura4Ever-Roubaix Lille Métropole | + 12s |
| 9. | Leon Heinschke    | Development Team Sunweb             | + 12s |
| 10. | Romain Cardis     | Total Direct Énergie                | + 12s |

### 1.ª etapa
| Saint-Berthevin - Changé | etapa plana | (183 km) |

| \| Classificação por etapas \| Classificação por etapas \| Classificação por etapas \| Classificação por etapas \| Classificação por etapas \| \| Ciclista \| Ciclista \| Equipe \| Tempo \| \| \| ------------------------ \| ------------------------ \| ----------------------------------- \| ------------------------ \| ------------------------ \| \| 1. \| Mauricio Moreira \| Caja Rural-Seguros RGA \| 4h52m29s \| \| \| 2. \| Julien Duval \| AG2R La Mondiale \| + 0s \| \| \| 3. \| Wouter Wippert \| EvoPro Racing \| + 4s \| \| \| 4. \| Thibault Ferasse \| Natura4Ever-Roubaix Lille Métropole \| + 7s \| \| \| 5. \| Marc Sarreau \| Groupama-FDJ \| + 8s \| \| \| 6. \| Stijn Vandenbergh \| AG2R La Mondiale \| + 15s \| \| \| 7. \| Steve Morabito \| Groupama-FDJ \| + 20s \| \| \| 8. \| Niccolò Bonifazio \| Total Direct Énergie \| + 42s \| \| \| 9. \| Christophe Noppe \| Sport Vlaanderen-Baloise \| + 42s \| \| \| 10. \| Cyril Barthe \| Euskadi Basque Country-Murias \| + 42s \| \| |                   |                                     |          |
| |                   |                                     |          |
| |                   |                                     |          |
| Classificação por etapas |                   |                                     |          |
| Ciclista | Ciclista          | Equipe                              | Tempo    |
| 1. | Mauricio Moreira  | Caja Rural-Seguros RGA              | 4h52m29s |
| 2. | Julien Duval      | AG2R La Mondiale                    | + 0s     |
| 3. | Wouter Wippert    | EvoPro Racing                       | + 4s     |
| 4. | Thibault Ferasse  | Natura4Ever-Roubaix Lille Métropole | + 7s     |
| 5. | Marc Sarreau      | Groupama-FDJ                        | + 8s     |
| 6. | Stijn Vandenbergh | AG2R La Mondiale                    | + 15s    |
| 7. | Steve Morabito    | Groupama-FDJ                        | + 20s    |
| 8. | Niccolò Bonifazio | Total Direct Énergie                | + 42s    |
| 9. | Christophe Noppe  | Sport Vlaanderen-Baloise            | + 42s    |
| 10. | Cyril Barthe      | Euskadi Basque Country-Murias       | + 42s    |

| \| Classificação geral \| Classificação geral \| Classificação geral \| Classificação geral \| Classificação geral \| \| Ciclista \| Ciclista \| Equipe \| Tempo \| \| \| ------------------- \| ------------------- \| ----------------------------------- \| ------------------- \| ------------------- \| \| 1. \| Julien Duval \| AG2R La Mondiale \| 4h58m26s \| \| \| 2. \| Thibault Ferasse \| Natura4Ever-Roubaix Lille Métropole \| + 2s \| \| \| 3. \| Mauricio Moreira \| Caja Rural-Seguros RGA \| + 3s \| \| \| 4. \| Marc Sarreau \| Groupama-FDJ \| + 9s \| \| \| 5. \| Wouter Wippert \| EvoPro Racing \| + 29s \| \| \| 6. \| Stijn Vandenbergh \| AG2R La Mondiale \| + 30s \| \| \| 7. \| Steve Morabito \| Groupama-FDJ \| + 31s \| \| \| 8. \| Dorian Godon \| AG2R La Mondiale \| + 32s \| \| \| 9. \| Bryan Coquard \| Vital Concept-B&B Hotels \| + 36s \| \| \| 10. \| Julien Antomarchi \| Natura4Ever-Roubaix Lille Métropole \| + 44s \| \| |                   |                                     |          |
| |                   |                                     |          |
| |                   |                                     |          |
| Classificação geral |                   |                                     |          |
| Ciclista | Ciclista          | Equipe                              | Tempo    |
| 1. | Julien Duval      | AG2R La Mondiale                    | 4h58m26s |
| 2. | Thibault Ferasse  | Natura4Ever-Roubaix Lille Métropole | + 2s     |
| 3. | Mauricio Moreira  | Caja Rural-Seguros RGA              | + 3s     |
| 4. | Marc Sarreau      | Groupama-FDJ                        | + 9s     |
| 5. | Wouter Wippert    | EvoPro Racing                       | + 29s    |
| 6. | Stijn Vandenbergh | AG2R La Mondiale                    | + 30s    |
| 7. | Steve Morabito    | Groupama-FDJ                        | + 31s    |
| 8. | Dorian Godon      | AG2R La Mondiale                    | + 32s    |
| 9. | Bryan Coquard     | Vital Concept-B&B Hotels            | + 36s    |
| 10. | Julien Antomarchi | Natura4Ever-Roubaix Lille Métropole | + 44s    |

### 2.ª etapa
| La Croixille - Lassay-les-Châteaux | etapa escarpada | (179 km) |

| \| Classificação por etapas \| Classificação por etapas \| Classificação por etapas \| Classificação por etapas \| Classificação por etapas \| \| Ciclista \| Ciclista \| Equipe \| Tempo \| \| \| ------------------------ \| ------------------------ \| ----------------------------- \| ------------------------ \| ------------------------ \| \| 1. \| Jon Aberasturi \| Caja Rural-Seguros RGA \| 4h12m41s \| \| \| 2. \| Hugo Hofstetter \| Cofidis, Solutions Crédits \| + 1s \| \| \| 3. \| Romain Cardis \| Total Direct Énergie \| + 1s \| \| \| 4. \| Flavien Maurelet \| Saint Michel-Auber 93 \| + 1s \| \| \| 5. \| Christophe Noppe \| Sport Vlaanderen-Baloise \| + 1s \| \| \| 6. \| Wouter Wippert \| EvoPro Racing \| + 1s \| \| \| 7. \| Julien Trarieux \| Delko Marseille Provence \| + 1s \| \| \| 8. \| Cyril Barthe \| Euskadi Basque Country-Murias \| + 1s \| \| \| 9. \| Dorian Godon \| AG2R La Mondiale \| + 1s \| \| \| 10. \| Jérémy Leveau \| Delko Marseille Provence \| + 1s \| \| |                  |                               |          |
| |                  |                               |          |
| |                  |                               |          |
| Classificação por etapas |                  |                               |          |
| Ciclista | Ciclista         | Equipe                        | Tempo    |
| 1. | Jon Aberasturi   | Caja Rural-Seguros RGA        | 4h12m41s |
| 2. | Hugo Hofstetter  | Cofidis, Solutions Crédits    | + 1s     |
| 3. | Romain Cardis    | Total Direct Énergie          | + 1s     |
| 4. | Flavien Maurelet | Saint Michel-Auber 93         | + 1s     |
| 5. | Christophe Noppe | Sport Vlaanderen-Baloise      | + 1s     |
| 6. | Wouter Wippert   | EvoPro Racing                 | + 1s     |
| 7. | Julien Trarieux  | Delko Marseille Provence      | + 1s     |
| 8. | Cyril Barthe     | Euskadi Basque Country-Murias | + 1s     |
| 9. | Dorian Godon     | AG2R La Mondiale              | + 1s     |
| 10. | Jérémy Leveau    | Delko Marseille Provence      | + 1s     |

| \| Classificação geral \| Classificação geral \| Classificação geral \| Classificação geral \| Classificação geral \| \| Ciclista \| Ciclista \| Equipe \| Tempo \| \| \| ------------------- \| ------------------- \| ----------------------------------- \| ------------------- \| ------------------- \| \| 1. \| Thibault Ferasse \| Natura4Ever-Roubaix Lille Métropole \| 9h11m10s \| \| \| 2. \| Mauricio Moreira \| Caja Rural-Seguros RGA \| + 8s \| \| \| 3. \| Wouter Wippert \| EvoPro Racing \| + 27s \| \| \| 4. \| Stijn Vandenbergh \| AG2R La Mondiale \| + 28s \| \| \| 5. \| Dorian Godon \| AG2R La Mondiale \| + 30s \| \| \| 6. \| Bryan Coquard \| Vital Concept-B&B Hotels \| + 34s \| \| \| 7. \| Steve Morabito \| Groupama-FDJ \| + 36s \| \| \| 8. \| Julien Antomarchi \| Natura4Ever-Roubaix Lille Métropole \| + 42s \| \| \| 9. \| Kévin Le Cunff \| Saint Michel-Auber 93 \| + 43s \| \| \| 10. \| Christophe Noppe \| Sport Vlaanderen-Baloise \| + 43s \| \| |                   |                                     |          |
| |                   |                                     |          |
| |                   |                                     |          |
| Classificação geral |                   |                                     |          |
| Ciclista | Ciclista          | Equipe                              | Tempo    |
| 1. | Thibault Ferasse  | Natura4Ever-Roubaix Lille Métropole | 9h11m10s |
| 2. | Mauricio Moreira  | Caja Rural-Seguros RGA              | + 8s     |
| 3. | Wouter Wippert    | EvoPro Racing                       | + 27s    |
| 4. | Stijn Vandenbergh | AG2R La Mondiale                    | + 28s    |
| 5. | Dorian Godon      | AG2R La Mondiale                    | + 30s    |
| 6. | Bryan Coquard     | Vital Concept-B&B Hotels            | + 34s    |
| 7. | Steve Morabito    | Groupama-FDJ                        | + 36s    |
| 8. | Julien Antomarchi | Natura4Ever-Roubaix Lille Métropole | + 42s    |
| 9. | Kévin Le Cunff    | Saint Michel-Auber 93               | + 43s    |
| 10. | Christophe Noppe  | Sport Vlaanderen-Baloise            | + 43s    |

### 3.ª etapa
| Cossé-le-Vivien - Laval | etapa plana | (170 km) |

| \| Classificação por etapas \| Classificação por etapas \| Classificação por etapas \| Classificação por etapas \| Classificação por etapas \| \| Ciclista \| Ciclista \| Equipe \| Tempo \| \| \| ------------------------ \| ------------------------ \| ------------------------ \| ------------------------ \| ------------------------ \| |          |        |       |
| |          |        |       |
| |          |        |       |
| Classificação por etapas |          |        |       |
| Ciclista | Ciclista | Equipe | Tempo |

## Classificações finais
- As classificações finalizaram da seguinte forma:[4]

### Classificação geral
| \| Classificação geral \| Classificação geral \| Classificação geral \| Classificação geral \| Classificação geral \| \| Ciclista \| Ciclista \| Equipe \| Tempo \| \| \| ------------------- \| ------------------- \| ------------------- \| ------------------- \| ------------------- \| |          |        |       |
| |          |        |       |
| Fonte: ProCyclingStats |          |        |       |
| Classificação geral |          |        |       |
| Ciclista | Ciclista | Equipe | Tempo |

### Classificação da montanha
| Classificação da montanha | Classificação da montanha | Classificação da montanha | Classificação da montanha | Classificação da montanha |
| Ciclista                  | Ciclista                  | Equipe                    | Pontos                    |                           |
| ------------------------- | ------------------------- | ------------------------- | ------------------------- | ------------------------- |

### Classificação dos pontos
| Classificação por pontos | Classificação por pontos | Classificação por pontos | Classificação por pontos | Classificação por pontos |
| Ciclista                 | Ciclista                 | Equipe                   | Pontos                   |                          |
| ------------------------ | ------------------------ | ------------------------ | ------------------------ | ------------------------ |

### Classificação dos jovens
| Classificação dos jovens | Classificação dos jovens | Classificação dos jovens | Classificação dos jovens | Classificação dos jovens |
| Ciclista                 | Ciclista                 | Equipe                   | Tempo                    |                          |
| ------------------------ | ------------------------ | ------------------------ | ------------------------ | ------------------------ |

### Classificação por equipas
| Classificação por equipes | Classificação por equipes | Classificação por equipes | Classificação por equipes |
| Equipe                    | Equipe                    | Tempo                     |                           |
| ------------------------- | ------------------------- | ------------------------- | ------------------------- |

## Evolução das classificações
| Etapa                 | Vencedor              | Classificação geral | Classificação da montanha | Classificação dos pontos | Classificação dos jovens | Classificação por equipas           |
| --------------------- | --------------------- | ------------------- | ------------------------- | ------------------------ | ------------------------ | ----------------------------------- |
| Prólogo               | Dorian Godon          | Dorian Godon        | não se entregou           | Dorian Godon             | Dorian Godon             | Natura4Ever-Roubaix Lille Métropole |
| 1.ª                   | Mauricio Moreira      | Julien Duval        | Fabien Schmidt            | Thibault Ferasse         | Dorian Godon             | AG2R La Mondiale                    |
| 2.ª                   | Jon Aberasturi        | Thibault Ferasse    | Fabien Schmidt            | Thibault Ferasse         | Dorian Godon             | Sport Vlaanderen-Baloise            |
| 3.ª                   | Bryan Coquard         | Thibault Ferasse    | Fabien Schmidt            | Jon Aberasturi           | Dorian Godon             | Sport Vlaanderen-Baloise            |
| Classificações finais | Classificações finais | Thibault Ferasse    | Fabien Schmidt            | Jon Aberasturi           | Dorian Godon             | Sport Vlaanderen-Baloise            |

## UCI World Ranking
O Boucles da Mayenne outorgou pontos para o UCI World Ranking para corredores das equipas nas categorias UCI World Team, Profissional Continental e Equipas Continentais. A seguinte tabela são o barómetro de pontuação e os 10 corredores que obtiveram mais pontos:
| Posição             | 1.º | 2.º | 3.º | 4.º | 5.º | 6.º | 7.º | 8.º | 9.º | 10.º | 11.º | 12.º | 13.º-15.º | 16.º-25.º |
| Classificação geral | 125 | 85  | 70  | 60  | 50  | 40  | 35  | 30  | 25  | 20   | 15   | 10   | 5         | 3         |
| Por etapa           | 14  | 5   | 3   |     |     |     |     |     |     |      |      |      |           |           |
| Líder               | 3   |     |     |     |     |     |     |     |     |      |      |      |           |           |

| Classificação |                   |                                     |       |       |       |       |
| Posição       | Ciclista          | Equipa                              | Geral | Etapa | Líder | Total |
| ------------- | ----------------- | ----------------------------------- | ----- | ----- | ----- | ----- |
| 1.º           | Thibault Ferasse  | Natura4Ever-Roubaix Lille Métropole | 125   | 3     | 3     | 131   |
| 2.º           | Mauricio Moreira  | Caja Rural-Seguros RGA              | 85    | 14    | -     | 99    |
| 3.º           | Bryan Coquard     | Vital Concept-B&B Hotels            | 70    | 19    | -     | 89    |
| 4.º           | Wouter Wippert    | EvoPro Racing                       | 60    | 3     | -     | 63    |
| 5.º           | Dorian Godon      | AG2R La Mondiale                    | 40    | 14    | 3     | 57    |
| 6.º           | Stijn Vandenbergh | AG2R La Mondiale                    | 50    | -     | -     | 50    |
| 7.º           | Steve Morabito    | Groupama-FDJ                        | 35    | -     | -     | 35    |
| 8.º           | Kévin Le Cunff    | Saint Michel-Auber93                | 30    | 5     | -     | 35    |
| 9.º           | Julien Antomarchi | Natura4Ever-Roubaix Lille Métropole | 25    | -     | -     | 25    |
| 10.º          | Julien Simon      | Cofidis, Solutions Crédits          | 20    | -     | -     | 20    |